# Haaiman
Haaiman is het 58ste stripverhaal van De Kiekeboes. De reeks wordt getekend door striptekenaar Merho. Het album verscheen in september 1993.

## Verhaal
De familie Kiekeboe is op vakantie in het Epcot Center in Disneyworld, Florida. Maar die droomvakantie wordt al snel een kleine nachtmerrie wanneer hun fototoestel verwisseld wordt met dat van een privé-detective, Harry Coat. Marcel, Charlotte en Konstantinopel komen ook nog terecht bij The Holy Hamburger Movement, een religieuze organisatie die de hamburger vereert. Ze worden echter aanzien als spionnen en opgesloten in de kelder. Gelukkig kan Konstantinopel ontsnappen.
Fanny heeft ondertussen een nieuwe vriend leren kennen, Ron, die niet zo normaal is: als hij in water zwemt verandert hij spontaan in een haai. De 3 verhalen lopen echter uit tot 1 gemeenschappelijke plot. De opperste leden van The Holy Hamburger Movement zijn op jacht naar de brandkast van een rijke sjeik, die aan boord was van het gezonken schip Spirit. Fanny komt op ongelukkige wijze op de boot terecht: Harry Coat laat haar een enveloppe met foto's afgeven aan een zekere Archie Duck. Op de foto's staan zijn vrouw, Lara, samen met dokter Steam als minnaar. Dokter Steam komt dit te weten en dwingt hen om samen in een kooi te stappen en te duiken naar het wrak van het cruiseschip. Fanny daalt samen met Archie Duck, de financierder van het project, en projectleider dokter Steam af naar beneden, waar ze de brandkast vinden. Echter, dokter Steam wil zich ontdoen van zijn 2 kompanen en snijdt de luchttoevoer door. Uiteindelijk redt Ron, getransformeerd tot haai, hen van de verdrinkingsdood. Dokter Steam wordt gearresteerd.
In de laatste twee stroken blijkt dit echter geen echt avontuur van de familie Kiekeboe geweest zijn, maar een scenario voorgesteld door een beginnende auteur. Marcel vindt het scenario echter "compleet waardeloos".

## Achtergrond
- In strook 22 zien we voor het eerst het blootblad "Playfair" opduiken dat in latere albums nog vaak zou terugkeren. Het blad is een samenstelling van het begrip fairplay en de blootbladen Playboy en Mayfair.
- De beeldengroep De kaailopers (Temse) van Valeer Peirsman komt voor in de strip.[1]